# Jaroszyce
Jaroszyce (niem. Gotthardsberg) – część wsi Antoniów w Polsce, położona w województwie dolnośląskim, w powiecie karkonoskim, w gminie Stara Kamienica.
Wieś ma zabudowę ulicową, położona jest na wysokości 560–600 m n.p.m. na zachodnich zboczach Świerczka w dolinie Jaroszyckiego Potoku.

## Historia
Wieś powstała na początku XVIII w. jako przysiółek Kwieciszowic, gdy okoliczne tereny należały do rodu Schaffgotschów.
W latach 1975–1998 Jaroszyce administracyjnie należały do województwa jeleniogórskiego.

### Liczba mieszkańców[5]
- 1910 r. – 83
- 1933 r. – 83

### Zabudowania[5]
- 1782 r. – 6 domów
- 1840 r. – 22 domy

### Obiekty
Źródła podają, że w XIX w. w wiosce istniała szkoła ewangelicka oraz wiatrak. Współcześnie do ciekawych obiektów zaliczyć można leśniczówkę Iwenica z XIX w. oraz kilka domów o konstrukcji przysłupowej.

Zabytkowe domy o konstrukcji przysłupowej.
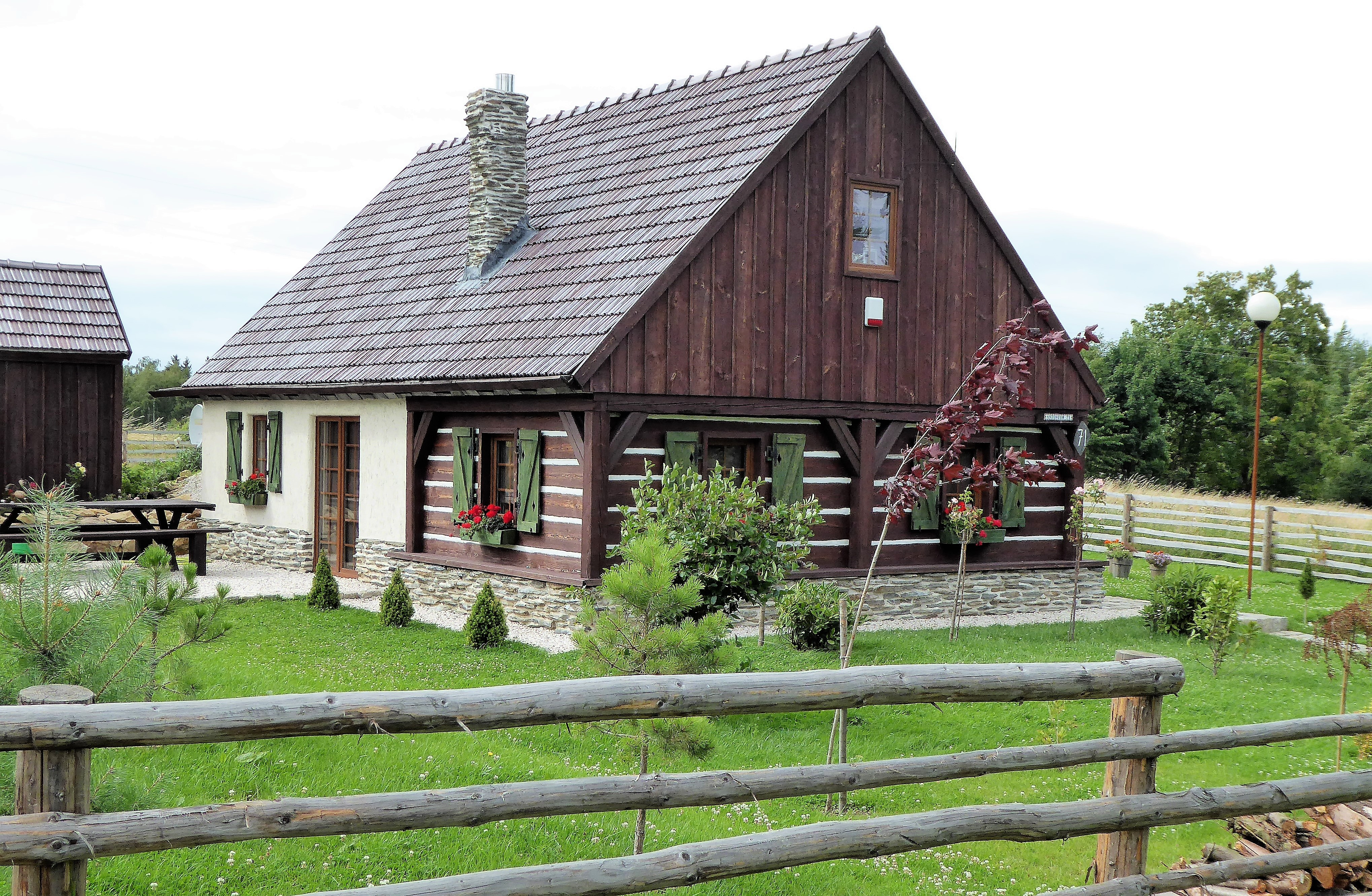
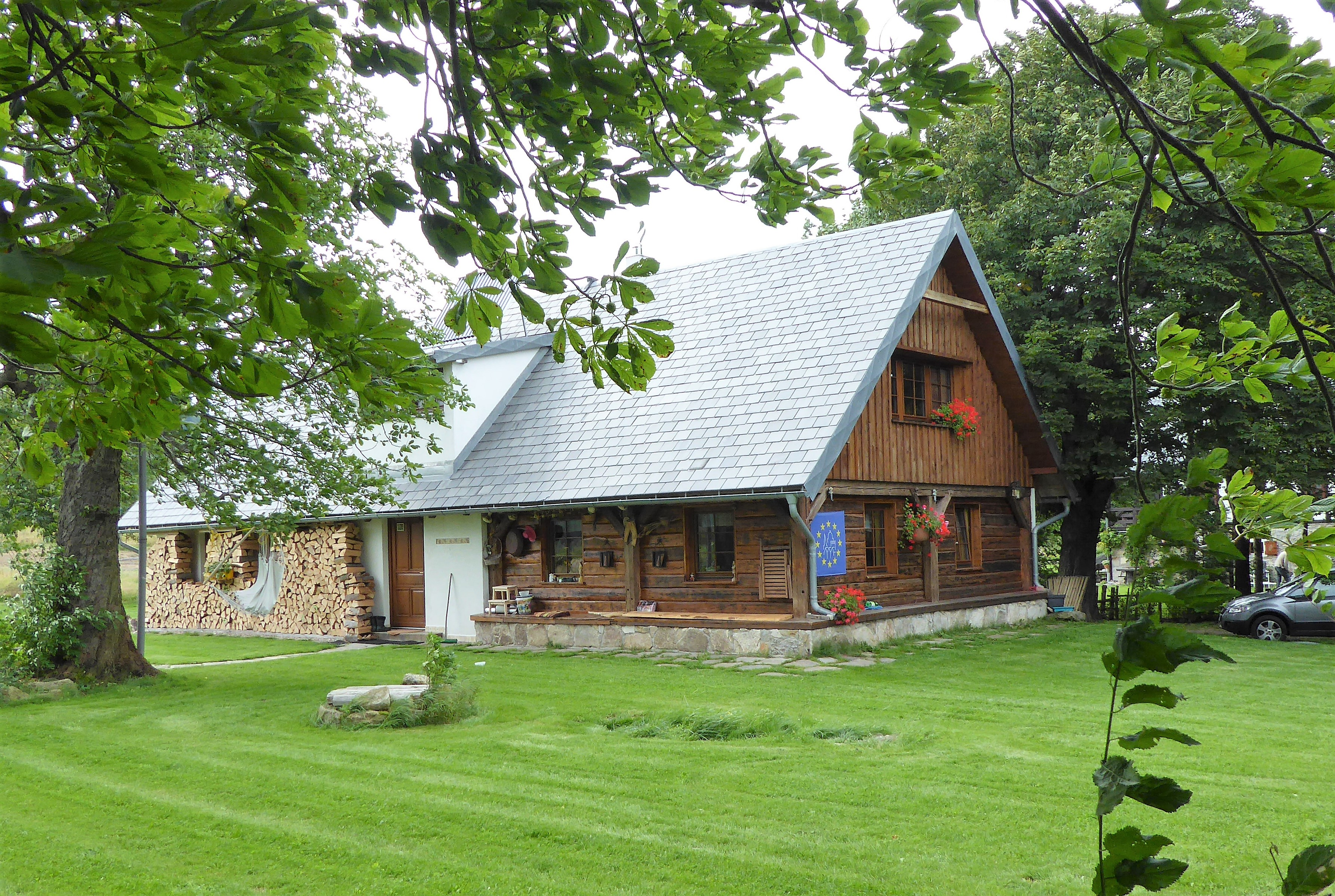
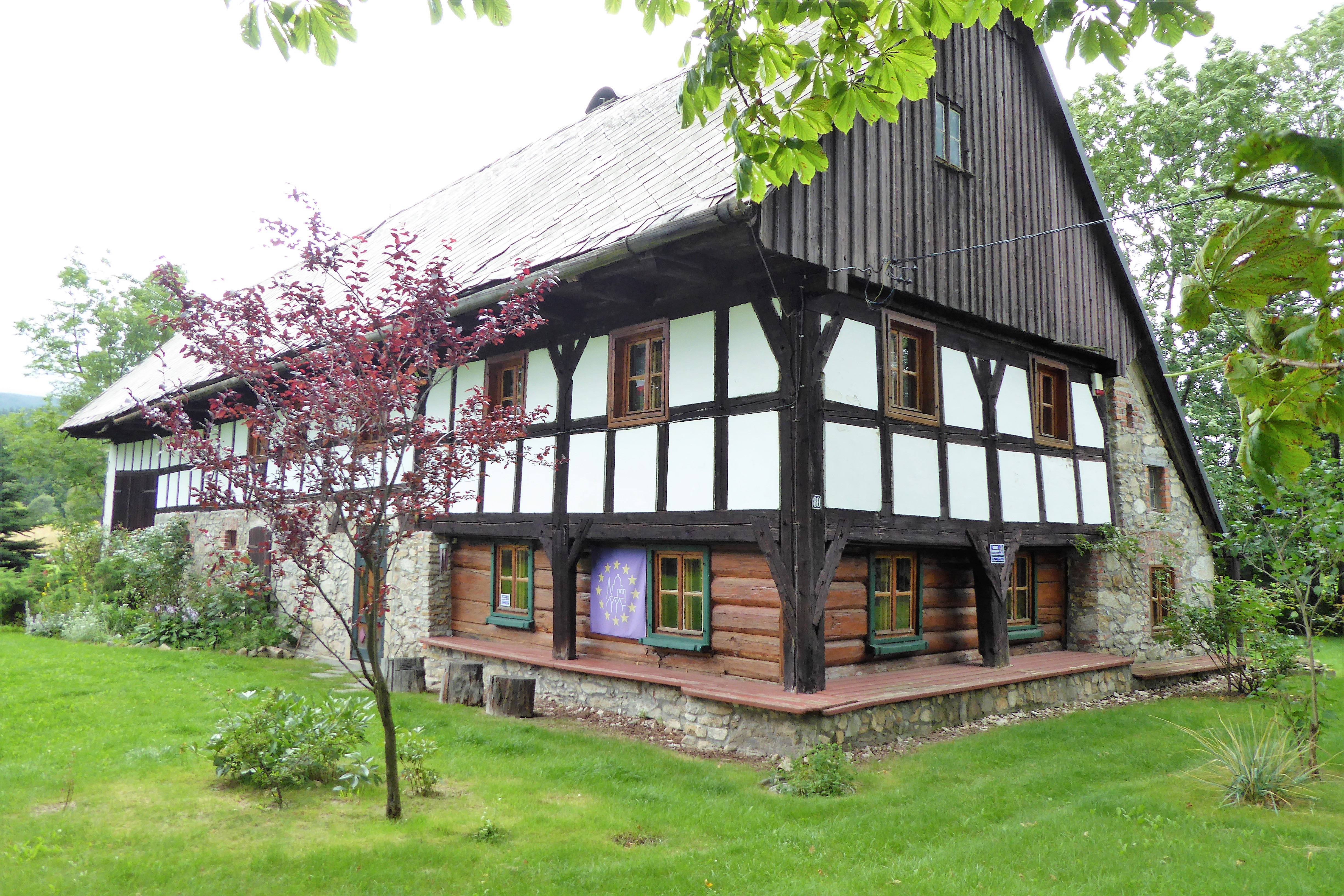
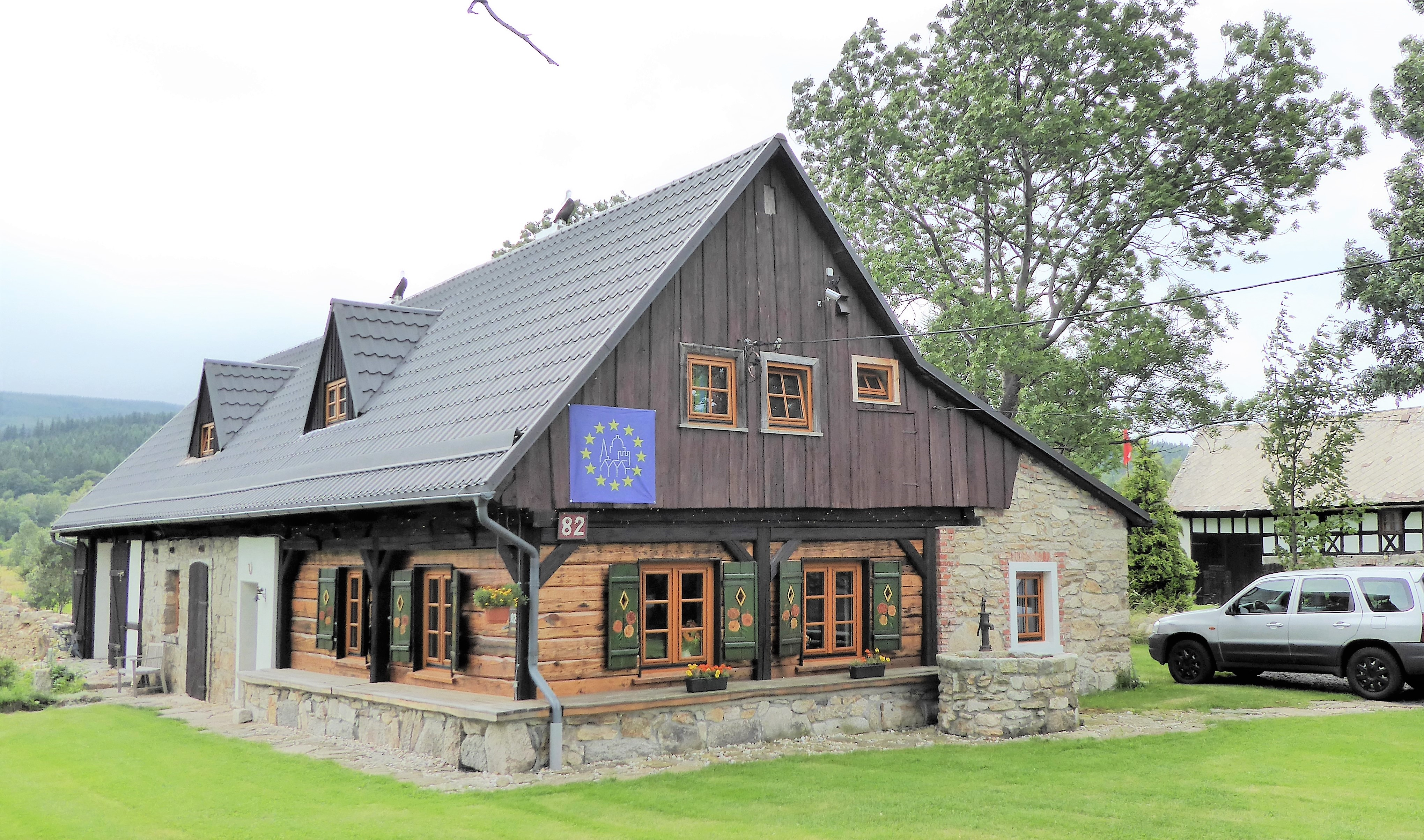
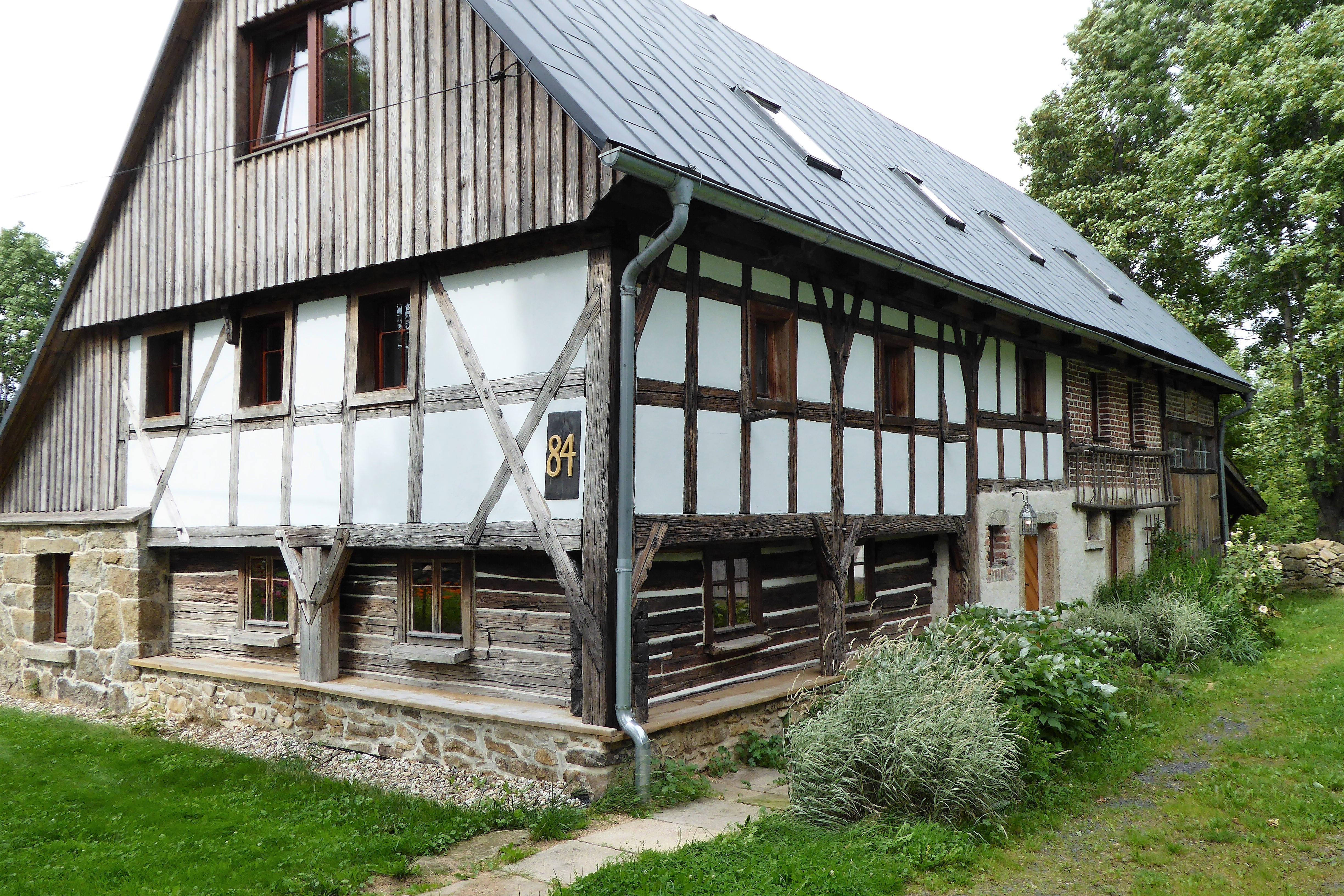
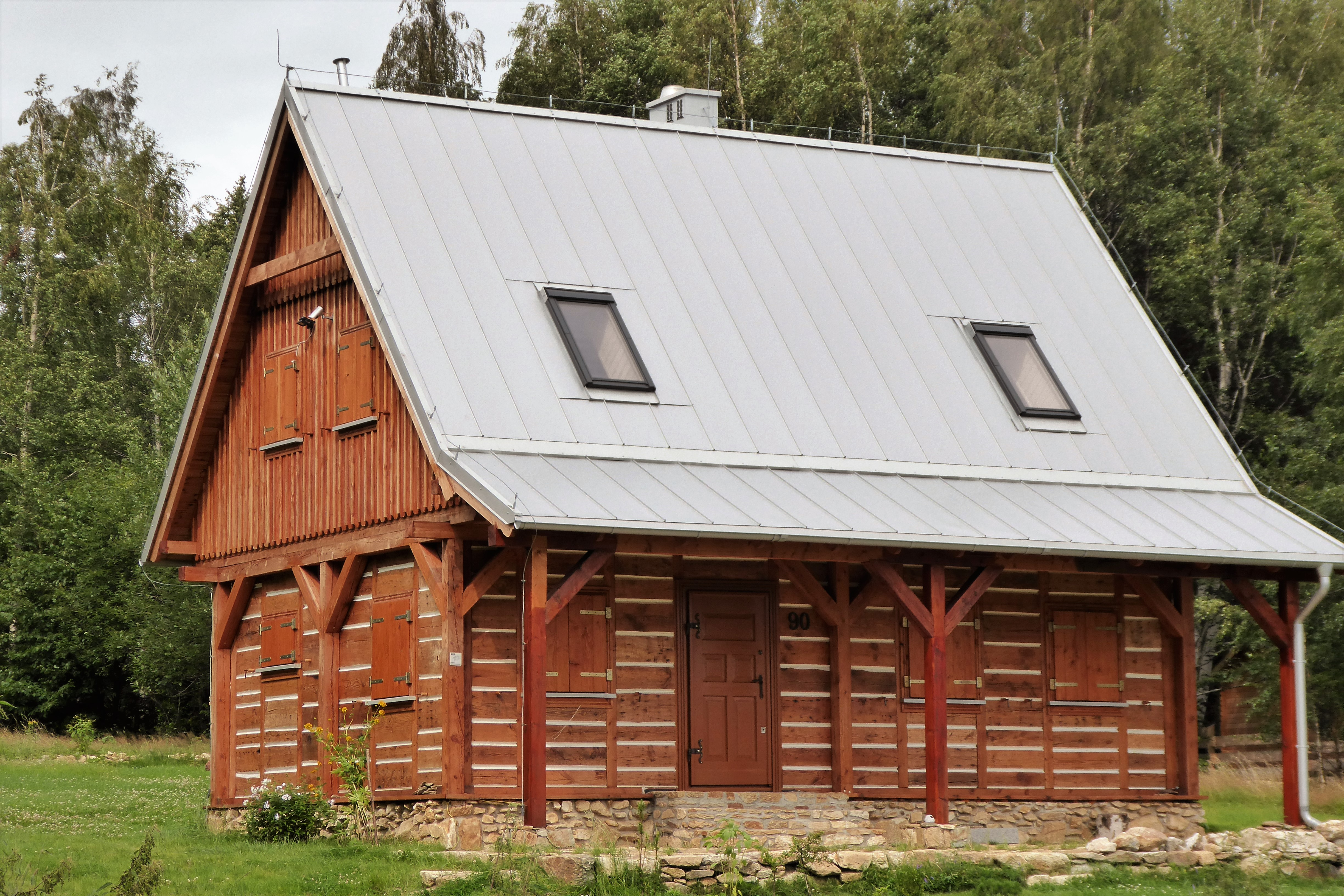

## Nazwy historyczne[5]
- 1700 Laidenhäuser
- 1747 Lede Häuser
- 1824 Ledenhauser, Gotthardsberg (na cześć hrabiego Gotharda Schaffgotscha)
- 1937 Ledenhäuser
- 1945 Jaroszyce
- 1977 Boża Góra